# Franklin H. Lichtenwalter

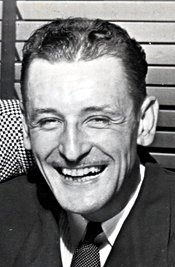
Franklin H. Lichtenwalter

Franklin Herbert Lichtenwalter (* 28. März 1910 in Palmerton, Pennsylvania; † 4. März 1973 in Harrisburg, Pennsylvania) war ein US-amerikanischer Politiker. Zwischen 1947 und 1951 vertrat er den Bundesstaat Pennsylvania im US-Repräsentantenhaus.

## Werdegang
Franklin Lichtenwalter besuchte die öffentlichen Schulen seiner Heimat und danach bis 1929 die Allentown High School. Von 1933 bis zu seinem Tod im Jahr 1973 arbeitete er in der Versicherungsbranche. Gleichzeitig schlug er als Mitglied der Republikanischen Partei eine politische Laufbahn ein. Zwischen 1938 und 1947 saß er als Abgeordneter im Repräsentantenhaus von Pennsylvania. Von 1943 bis 1946 leitete er dort die republikanische Fraktion; im Jahr 1947 war er Präsident dieser Kammer.
Nach dem Tod des Abgeordneten Charles L. Gerlach wurde Lichtenwalter bei der fälligen Nachwahl für den achten Sitz von Pennsylvania als dessen Nachfolger in das US-Repräsentantenhaus in Washington, D.C. gewählt, wo er am 9. September 1947 sein neues Mandat antrat. Nach einer Wiederwahl konnte er bis zum 3. Januar 1951 im Kongress verbleiben. Diese Zeit war von den Ereignissen des Kalten Krieges geprägt. Im Jahr 1950 verzichtete er auf eine weitere Kandidatur.
Nach dem Ende seiner Zeit im US-Repräsentantenhaus arbeitete Franklin Lichtenwalter weiterhin im Versicherungswesen. Außerdem war er Vizepräsident und Geschäftsführender Direktor der Firma Pennsylvania Electric Association in Harrisburg. In dieser Stadt ist er am 4. März 1973 auch verstorben.